# Xot de Watson
El xot de Watson (Megascops watsonii) és una espècie d'ocell de la família dels estrígids (Strigidae). Habita la selva humida de l'est de Colòmbia, Veneçuela, Surinam, est de l'Equador, est del Perú, nord de Bolívia i oest del Brasil. El seu estat de conservació es considera de risc mínim.